# Corineus
Corineus est un guerrier légendaire de la matière de Bretagne, dont l’« histoire » nous est rapportée par Geoffroy de Monmouth dans l’Historia regum Britanniae (vers 1135). Compagnon de Brutus de Bretagne, il est le fondateur des Cornouailles, dans l’île de Bretagne (actuelle Grande-Bretagne).

## De Troie à l’île de Bretagne
Après la guerre de Troie, des guerriers troyens sont partis en exil. Corineus est le chef d’un parti qui a fui avec Anténor. Le chroniqueur gallois introduit le personnage lors de sa rencontre avec Brutus, petit-fils d’Énée, sur les rivages de la mer Tyrrhénienne. Il est dépeint comme un guerrier tueur de géants, un honnête homme de bon conseil. Une alliance est conclue entre les deux chefs.
En Aquitaine, il doit affronter Goffarius Pictus, roi des Poitevins, pour avoir chassé sur ses terres sans autorisation. À lui seul, il fait un véritable massacre dans les rangs ennemis, mettant en fuite le roi Goffarius,  qui va chercher de l’aide auprès des autres rois de la Gaule. Corineus et Brutus triomphent des Gaulois dans une formidable bataille et partent vers Albion, leurs navires chargés de butin.
Brutus fonde le royaume de l’île de Bretagne, il lui donne son nom, dont les nouveaux habitants sont nommés « Bretons » et parlent la langue bretonne. Après avoir massacré les géants qui peuplaient le pays, ils construisent des maisons et cultivent la terre. Corineus, va fonder la « Corinée », c’est-à-dire Cornouailles.

## Guendoloena
Corineus est le premier duc de Cornouailles. À la mort de Brutus, le royaume de l’île de Bretagne est divisé entre ses trois fils : Locrinus hérite du centre de l’île et lui donne son nom Loegrie, Kamber s’installe à l’ouest et nomme son héritage Cambrie (actuel Pays de Galles), Albanactus va dans le nord et crée l’Albanie (Écosse).  Après la défaite des Huns qui avaient envahi l’Albanie, le royaume est réunifié sous la souveraineté de Locrinus.
Corineus doit menacer de mort Locrinus pour qu’il épouse sa fille Guendoloena, qui lui est promise. À la mort de son père, celle-ci est répudiée au profit de la maîtresse Estrildis et doit se réfugier en Cornouailles. Elle lève une armée et attaque les troupes de son ancien époux. La bataille décisive a lieu près du fleuve Stour où Locrinus est tué. Victorieuse, Guendoloena devient maitresse du royaume, elle ordonne qu’Estrildis et son fils Habren soient précipités dans une rivière aujourd’hui nommée Severn, d’après le nom de Habren. Elle règne 15 ans après Locrinus et confie le royaume à son fils Maddan quand il devient adulte. Elle se retire en Cornouailles.
Le personnage serait inspiré de Corynaeus, compagnon d’Énée dans l’Énéide.
|                               |                               |                               |                               |                               |                               |  |  |                        |  |  |  |  |  |  |  | Énée                                     |                                          |                                          |                                          |                                          |                                          |  |  |                       |                       |                       |                       |                       |                       |  |  |                          |                          |                          |                          |                          |                          |  |  |
|                               |                               |                               |                               |                               |                               |  |  |                        |  |  |  |  |  |  |  |                                          |                                          |                                          |                                          |                                          |                                          |  |  |                       |                       |                       |                       |                       |                       |  |  |                          |                          |                          |                          |                          |                          |  |  |
|                               |                               |                               |                               |                               |                               |  |  |                        |  |  |  |  |  |  |  | Ascagne                                  |                                          |                                          |                                          |                                          |                                          |  |  |                       |                       |                       |                       |                       |                       |  |  |                          |                          |                          |                          |                          |                          |  |  |
|                               |                               |                               |                               |                               |                               |  |  |                        |  |  |  |  |  |  |  |                                          |                                          |                                          |                                          |                                          |                                          |  |  |                       |                       |                       |                       |                       |                       |  |  |                          |                          |                          |                          |                          |                          |  |  |
|                               |                               |                               |                               |                               |                               |  |  |                        |  |  |  |  |  |  |  | Silvius                                  |                                          |                                          |                                          |                                          |                                          |  |  |                       |                       |                       |                       |                       |                       |  |  |                          |                          |                          |                          |                          |                          |  |  |
|                               |                               |                               |                               |                               |                               |  |  |                        |  |  |  |  |  |  |  |                                          |                                          |                                          |                                          |                                          |                                          |  |  |                       |                       |                       |                       |                       |                       |  |  |                          |                          |                          |                          |                          |                          |  |  |
| Corineus roi de Cornouailles  | Corineus roi de Cornouailles  | Corineus roi de Cornouailles  | Corineus roi de Cornouailles  | Corineus roi de Cornouailles  | Corineus roi de Cornouailles  |  |  |                        |  |  |  |  |  |  |  | Brutus 1er roi de Bretagne               | Brutus 1er roi de Bretagne               | Brutus 1er roi de Bretagne               | Brutus 1er roi de Bretagne               | Brutus 1er roi de Bretagne               | Brutus 1er roi de Bretagne               |  |  |                       |                       |                       |                       |                       |                       |  |  | Innogen                  | Innogen                  | Innogen                  | Innogen                  | Innogen                  | Innogen                  |  |  |
| Corineus roi de Cornouailles  | Corineus roi de Cornouailles  | Corineus roi de Cornouailles  | Corineus roi de Cornouailles  | Corineus roi de Cornouailles  | Corineus roi de Cornouailles  |  |  |                        |  |  |  |  |  |  |  | Brutus 1er roi de Bretagne               | Brutus 1er roi de Bretagne               | Brutus 1er roi de Bretagne               | Brutus 1er roi de Bretagne               | Brutus 1er roi de Bretagne               | Brutus 1er roi de Bretagne               |  |  |                       |                       |                       |                       |                       |                       |  |  | Innogen                  | Innogen                  | Innogen                  | Innogen                  | Innogen                  | Innogen                  |  |  |
|                               |                               |                               |                               |                               |                               |  |  |                        |  |  |  |  |  |  |  |                                          |                                          |                                          |                                          |                                          |                                          |  |  |                       |                       |                       |                       |                       |                       |  |  |                          |                          |                          |                          |                          |                          |  |  |
|                               |                               |                               |                               |                               |                               |  |  |                        |  |  |  |  |  |  |  |                                          |                                          |                                          |                                          |                                          |                                          |  |  |                       |                       |                       |                       |                       |                       |  |  |                          |                          |                          |                          |                          |                          |  |  |
| Guendoloena reine de Bretagne | Guendoloena reine de Bretagne | Guendoloena reine de Bretagne | Guendoloena reine de Bretagne | Guendoloena reine de Bretagne | Guendoloena reine de Bretagne |  |  |                        |  |  |  |  |  |  |  | Locrinus roi de Loegrie puis de Bretagne | Locrinus roi de Loegrie puis de Bretagne | Locrinus roi de Loegrie puis de Bretagne | Locrinus roi de Loegrie puis de Bretagne | Locrinus roi de Loegrie puis de Bretagne | Locrinus roi de Loegrie puis de Bretagne |  |  | Kamber roi de Cambrie | Kamber roi de Cambrie | Kamber roi de Cambrie | Kamber roi de Cambrie | Kamber roi de Cambrie | Kamber roi de Cambrie |  |  | Albanactus roi d’Albanie | Albanactus roi d’Albanie | Albanactus roi d’Albanie | Albanactus roi d’Albanie | Albanactus roi d’Albanie | Albanactus roi d’Albanie |  |  |
| Guendoloena reine de Bretagne | Guendoloena reine de Bretagne | Guendoloena reine de Bretagne | Guendoloena reine de Bretagne | Guendoloena reine de Bretagne | Guendoloena reine de Bretagne |  |  |                        |  |  |  |  |  |  |  | Locrinus roi de Loegrie puis de Bretagne | Locrinus roi de Loegrie puis de Bretagne | Locrinus roi de Loegrie puis de Bretagne | Locrinus roi de Loegrie puis de Bretagne | Locrinus roi de Loegrie puis de Bretagne | Locrinus roi de Loegrie puis de Bretagne |  |  | Kamber roi de Cambrie | Kamber roi de Cambrie | Kamber roi de Cambrie | Kamber roi de Cambrie | Kamber roi de Cambrie | Kamber roi de Cambrie |  |  | Albanactus roi d’Albanie | Albanactus roi d’Albanie | Albanactus roi d’Albanie | Albanactus roi d’Albanie | Albanactus roi d’Albanie | Albanactus roi d’Albanie |  |  |
|                               |                               |                               |                               |                               |                               |  |  |                        |  |  |  |  |  |  |  |                                          |                                          |                                          |                                          |                                          |                                          |  |  |                       |                       |                       |                       |                       |                       |  |  |                          |                          |                          |                          |                          |                          |  |  |
|                               |                               |                               |                               |                               |                               |  |  | Maddan roi de Bretagne |  |  |  |  |  |  |  |                                          |                                          |                                          |                                          |                                          |                                          |  |  |                       |                       |                       |                       |                       |                       |  |  |                          |                          |                          |                          |                          |                          |  |  |

## Source
- Geoffroy de Monmouth, Histoire des rois de Bretagne, traduit et commenté par Laurence Mathey-Maille, Les Belles lettres, coll. « La Roue à livres », Paris, 2004,  (ISBN 2-251-33917-5).